# Forficula apennina
Forficula apennina es una especie de tijereta del género Forficula, familia Forficulidae, orden Dermaptera.

## Distribución
Se distribuye por Europa, en Italia.

## Taxonomía
Fue descrita por Costa en 1881.
Tratamiento taxonómico
La especie aparece registrada y publicada en Relazione di un viaggio nelle Calabrie per richerche zoologiche fatto nella state del 1876. Atti Della R. Accademia Delle Scienze Fisiche E Matematiche, 9(6), 1–63.